# Saison 1945-1946 des Canadiens de Montréal
Autres saisons
Saison précédente Saison suivante
La saison 1945-1946 de hockey sur glace est la 37e saison que jouent les Canadiens de Montréal. Ils évoluent alors dans la Ligue nationale de hockey et finissent à la 1re place au classement.

## Saison régulière

### Classement
|                        | V  | D  | N  | Pts | BP  | BC  | Pun |
| ---------------------- | -- | -- | -- | --- | --- | --- | --- |
| Canadiens de Montréal  | 28 | 17 | 5  | 61  | 172 | 134 | 337 |
| Bruins de Boston       | 24 | 18 | 8  | 56  | 167 | 156 | 273 |
| Black Hawks de Chicago | 23 | 20 | 7  | 53  | 200 | 178 | 339 |
| Red Wings de Détroit   | 20 | 20 | 10 | 50  | 146 | 159 | 298 |
| Maple Leafs de Toronto | 19 | 24 | 7  | 45  | 174 | 185 | 247 |
| Rangers de New York    | 13 | 28 | 9  | 35  | 144 | 191 | 285 |

## Match après match

### Octobre
| No | Date       | Visiteur              | Score | Domicile      | Fiche | Pts |
| -- | ---------- | --------------------- | ----- | ------------- | ----- | --- |
| 1  | 27 octobre | Blackhawks de Chicago | 4-8   | Les Canadiens | 1-0-0 | 2   |

### Novembre
| No | Date         | Visiteur               | Score | Domicile               | Fiche | Pts |
| -- | ------------ | ---------------------- | ----- | ---------------------- | ----- | --- |
| 2  | 1er novembre | Maple Leafs de Toronto | 2-4   | Les Canadiens          | 2-0-0 | 4   |
| 3  | 3 novembre   | Red Wings de Détroit   | 1-3   | Les Canadiens          | 3-0-0 | 6   |
| 4  | 4 novembre   | Les Canadiens          | 5-6   | Bruins de Boston       | 3-1-0 | 6   |
| 5  | 10 novembre  | Bruins de Boston       | 3-5   | Les Canadiens          | 4-1-0 | 8   |
| 6  | 11 novembre  | Les Canadiens          | 1-4   | Red Wings de Détroit   | 4-2-0 | 8   |
| 7  | 14 novembre  | Les Canadiens          | 6-1   | Maple Leafs de Toronto | 5-2-0 | 10  |
| 8  | 15 novembre  | Rangers de New York    | 0-2   | Les Canadiens          | 6-2-0 | 12  |
| 9  | 17 novembre  | Les Canadiens          | 7-3   | Rangers de New York    | 7-2-0 | 14  |
| 10 | 21 novembre  | Les Canadiens          | 0-3   | Bruins de Boston       | 7-3-0 | 14  |
| 11 | 24 novembre  | Red Wings de Détroit   | 1-2   | Les Canadiens          | 8-3-0 | 16  |
| 12 | 25 novembre  | Les Canadiens          | 1-5   | Blackhawks de Chicago  | 8-4-0 | 16  |

### Décembre
| No | Date         | Visiteur               | Score | Domicile               | Fiche  | Pts |
| -- | ------------ | ---------------------- | ----- | ---------------------- | ------ | --- |
| 13 | 1er décembre | Rangers de New York    | 3-4   | Les Canadiens          | 9-4-0  | 18  |
| 14 | 8 décembre   | Les Canadiens          | 1-0   | Maple Leafs de Toronto | 10-4-0 | 20  |
| 15 | 9 décembre   | Les Canadiens          | 1-2   | Red Wings de Détroit   | 10-5-0 | 20  |
| 16 | 13 décembre  | Maple Leafs de Toronto | 4-3   | Les Canadiens          | 10-6-0 | 20  |
| 17 | 15 décembre  | Bruins de Boston       | 3-3   | Les Canadiens          | 10-6-1 | 21  |
| 18 | 16 décembre  | Les Canadiens          | 4-2   | Rangers de New York    | 11-6-1 | 23  |
| 19 | 19 décembre  | Les Canadiens          | 4-4   | Blackhawks de Chicago  | 11-6-2 | 24  |
| 20 | 23 décembre  | Les Canadiens          | 4-1   | Bruins de Boston       | 12-6-2 | 26  |
| 21 | 26 décembre  | Les Canadiens          | 4-2   | Maple Leafs de Toronto | 13-6-2 | 28  |
| 22 | 29 décembre  | Blackhawks de Chicago  | 5-4   | Les Canadiens          | 13-7-2 | 28  |
| 23 | 31 décembre  | Les Canadiens          | 0-0   | Rangers de New York    | 13-7-3 | 29  |

### Janvier
| No | Date       | Visiteur               | Score | Domicile              | Fiche   | Pts |
| -- | ---------- | ---------------------- | ----- | --------------------- | ------- | --- |
| 24 | 5 janvier  | Bruins de Boston       | 2-4   | Les Canadiens         | 14-7-3  | 31  |
| 25 | 10 janvier | Maple Leafs de Toronto | 5-4   | Les Canadiens         | 14-8-3  | 31  |
| 26 | 12 janvier | Rangers de New York    | 3-9   | Les Canadiens         | 15-8-3  | 33  |
| 27 | 13 janvier | Les Canadiens          | 1-3   | Red Wings de Détroit  | 15-9-3  | 33  |
| 28 | 16 janvier | Blackhawks de Chicago  | 2-1   | Les Canadiens         | 15-9-3  | 33  |
| 29 | 19 janvier | Bruins de Boston       | 1-3   | Les Canadiens         | 16-10-3 | 35  |
| 30 | 20 janvier | Les Canadiens          | 0-3   | Bruins de Boston      | 16-11-3 | 35  |
| 31 | 23 janvier | Les Canadiens          | 2-7   | Blackhawks de Chicago | 16-12-3 | 35  |
| 32 | 26 janvier | Rangers de New York    | 3-5   | Les Canadiens         | 17-12-3 | 37  |

### Février
| No | Date       | Visiteur               | Score | Domicile               | Fiche   | Pts |
| -- | ---------- | ---------------------- | ----- | ---------------------- | ------- | --- |
| 33 | 2 février  | Red Wings de Détroit   | 1-5   | Les Canadiens          | 18-12-3 | 39  |
| 34 | 3 février  | Les Canadiens          | 0-2   | Red Wings de Détroit   | 18-13-3 | 39  |
| 35 | 9 février  | Blackhawks de Chicago  | 2-6   | Les Canadiens          | 19-13-3 | 41  |
| 36 | 10 février | Les Canadiens          | 2-0   | Bruins de Boston       | 20-13-3 | 43  |
| 37 | 13 février | Les Canadiens          | 5-1   | Blackhawks de Chicago  | 21-13-3 | 45  |
| 38 | 16 février | Les Canadiens          | 4-2   | Maple Leafs de Toronto | 22-13-3 | 47  |
| 38 | 17 février | Les Canadiens          | 5-4   | Rangers de New York    | 23-13-3 | 49  |
| 39 | 20 février | Red Wings de Détroit   | 2-1   | Les Canadiens          | 23-14-3 | 49  |
| 40 | 24 février | Maple Leafs de Toronto | 2-6   | Les Canadiens          | 24-14-3 | 51  |
| 41 | 27 février | Bruins de Boston       | 5-3   | Les Canadiens          | 24-15-3 | 51  |

### Mars
| No | Date    | Visiteur               | Score | Domicile               | Fiche   | Pts |
| -- | ------- | ---------------------- | ----- | ---------------------- | ------- | --- |
| 43 | 2 mars  | Red Wings de Détroit   | 3-3   | Les Canadiens          | 24-15-4 | 52  |
| 44 | 3 mars  | Les Canadiens          | 2-4   | Red Wings de Détroit   | 24-16-4 | 52  |
| 45 | 6 mars  | Rangers de New York    | 3-7   | Les Canadiens          | 25-16-4 | 54  |
| 46 | 9 mars  | Les Canadiens          | 2-1   | Maple Leafs de Toronto | 26-16-4 | 56  |
| 47 | 10 mars | Les Canadiens          | 3-1   | Blackhawks de Chicago  | 27-16-4 | 58  |
| 48 | 14 mars | Maple Leafs de Toronto | 2-2   | Les Canadiens          | 27-16-5 | 59  |
| 49 | 16 mars | Blackhawks de Chicago  | 3-6   | Les Canadiens          | 28-16-5 | 61  |
| 50 | 17 mars | Les Canadiens          | 5-8   | Rangers de New York    | 28-17-5 | 61  |